# Futbol al Marroc

El futbol és l'esport més popular al Marroc. És dirigit per la Reial Federació Marroquina de Futbol.
La selecció de futbol del Marroc és coneguda com els lleons de la Serralada de l'Atles. L'any 1970 es classificà per la fase final de la Copa del Món, fet que repetí l'any 1986. A nivell regional, guanyà la Copa d'Àfrica de Nacions el 1976.

## Competicions

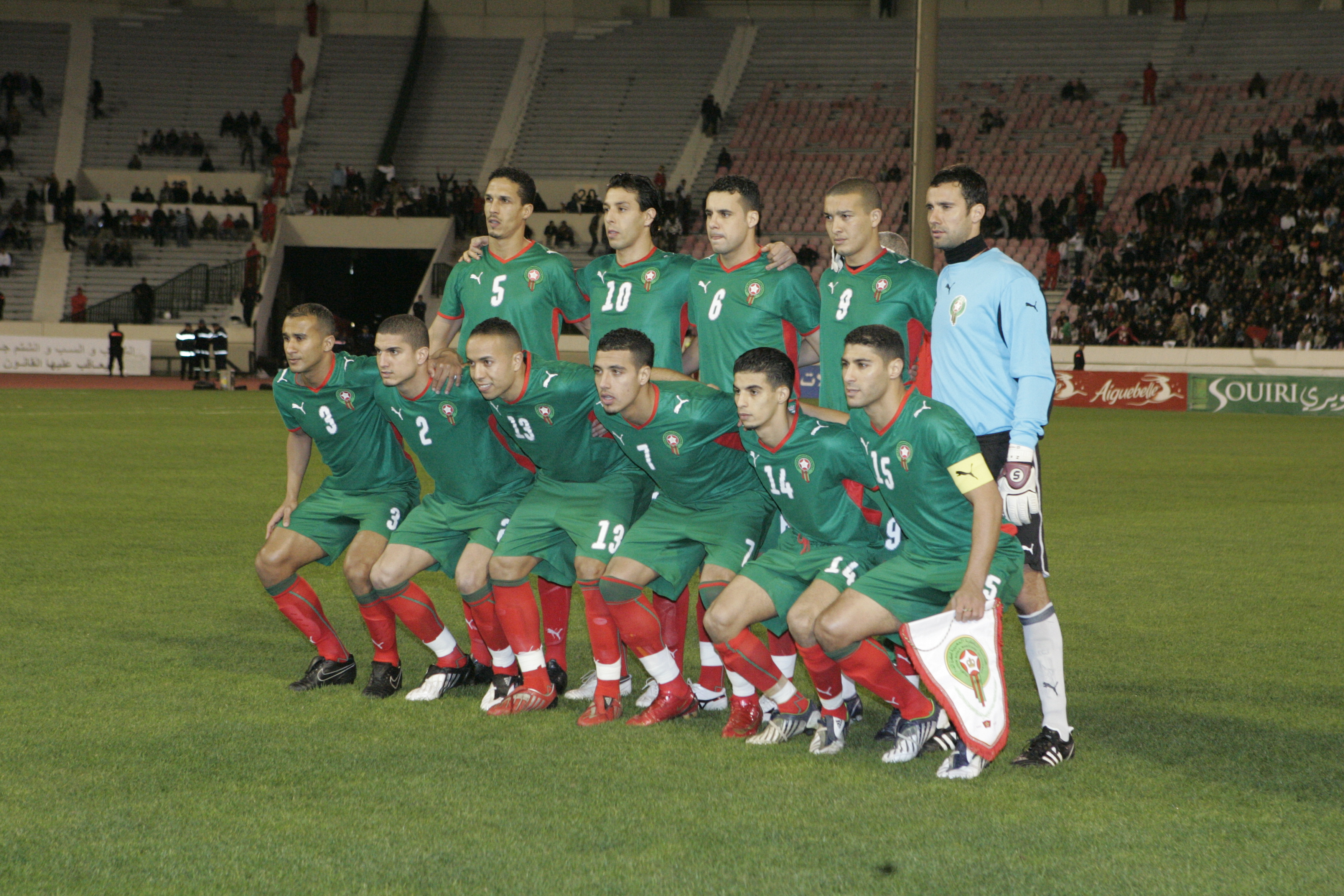
Selecció del Marroc el 2009.

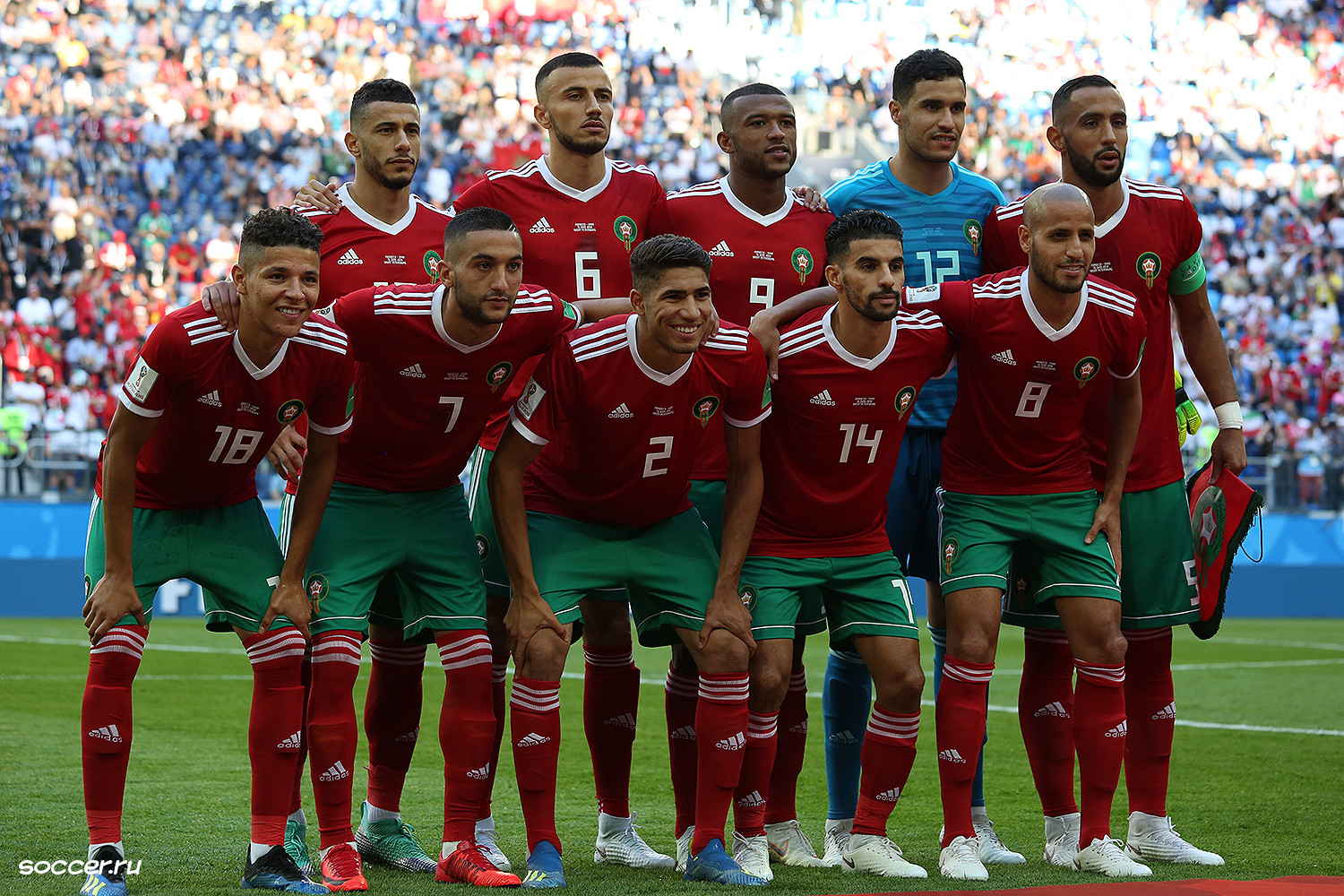
Marroc al Mundial 2018.

- Lligues:
  - Botola
  - Botola 2
  - Campionat Nacional Amateur
- Copa del Tron
- Supercopa marroquina de futbol

## Principals clubs
Clubs amb més títols nacionals a 2019.
- Wydad Casablanca
- FAR Rabat
- Raja Casablanca
- Kawkab Marrakech
- FUS Rabat
- Maghreb Fès
- KAC Kenitra
- Mouloudia Oujda
- Olympique Khouribga
- Olympique Casablanca
- Renaissance de Settat
- Chabab Mohammédia
- CODM Meknès
- Racing Casablanca
- Moghreb Tétouan
- Hassania Agadir
- Difaa El Jadida
- Renaissance Berkane
- IR Tanger
- Raja de Beni Mellal

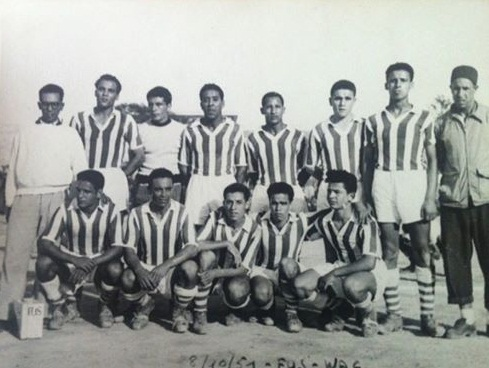
FUS Rabat el 1951
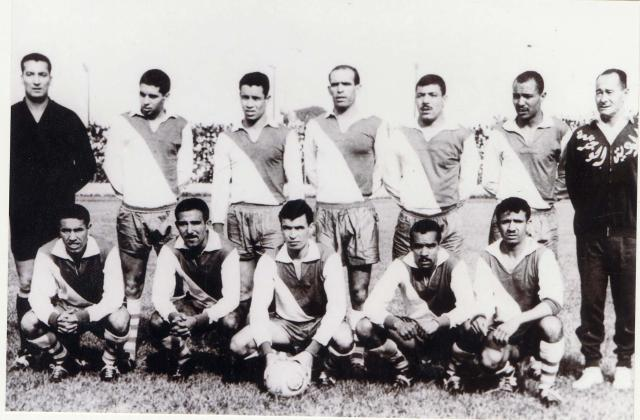
Mouloudia Oujda el 1960
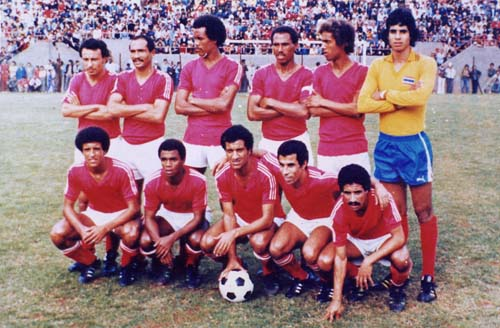
Wydad Casablanca el 1979
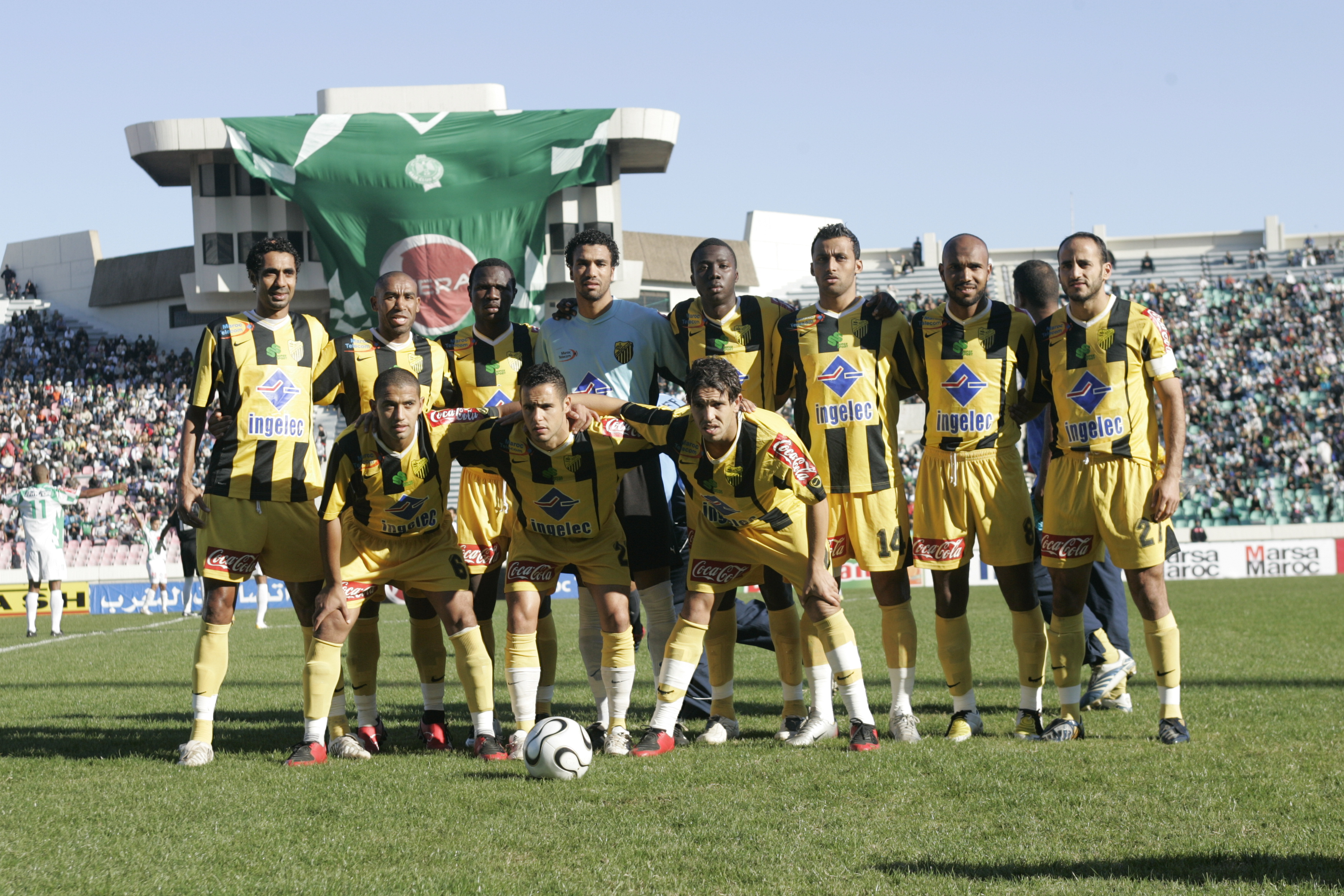
Maghreb Fès el 2008
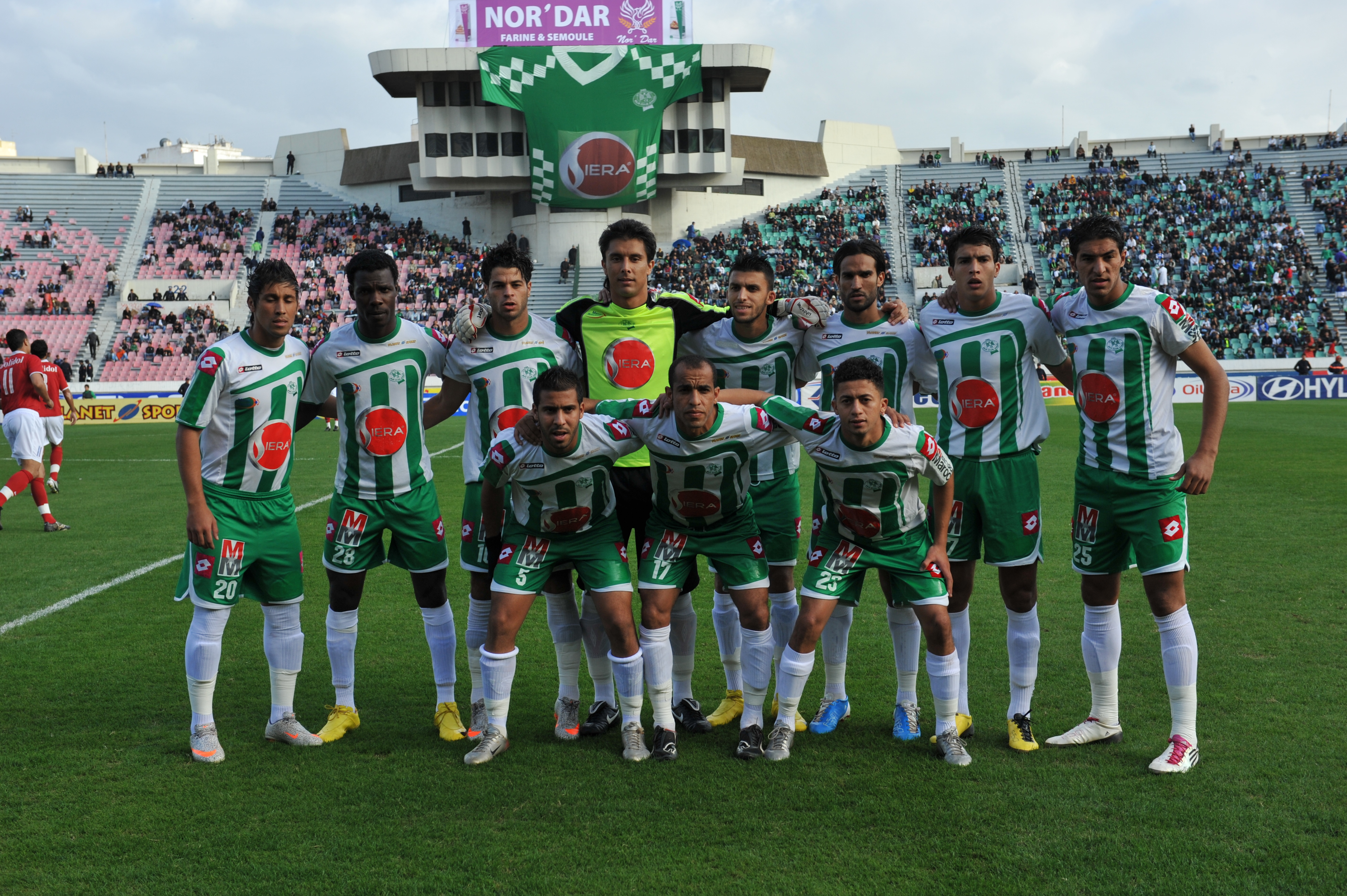
Raja Casablanca el 2010
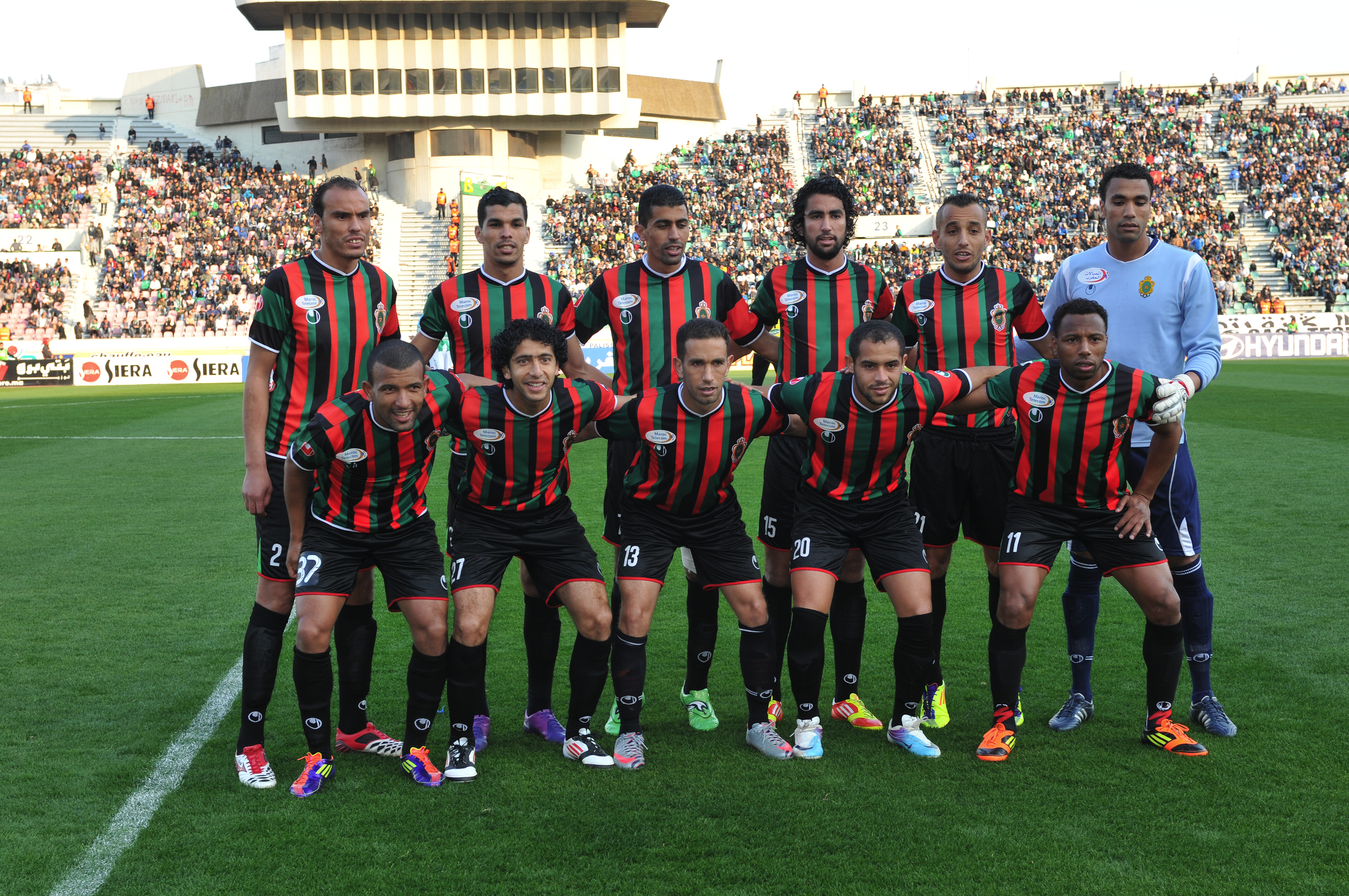
FAR Rabat el 2011
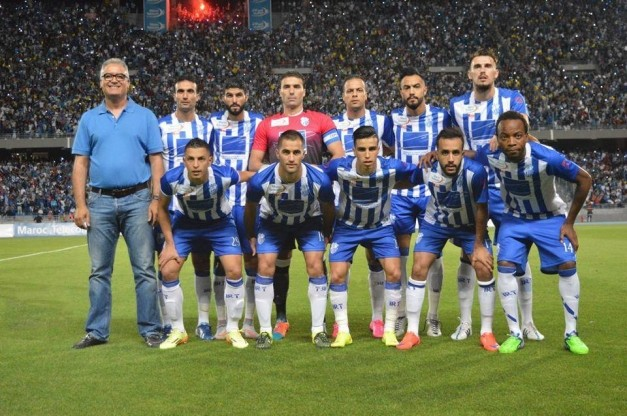
IR Tànger el 2016

## Jugadors destacats
Fonts:
Des de 1930
- Larbi Ben Barek

Des de 1940
- Salem Ben Miloud

Des de 1950
- Mohammed Abderrazak
- Mustapha Bettache
- Abderrahman Mahjoub

Des de 1960
- Hassan Akesbi
- Driss Bamous
- Allal Ben Kassou
- Houmane Jarir

Des de 1970
- Larbi Aherdane
- Boujemaa Benkhrif
- Abdelmajid Dolmy
- Ahmed Faras
- Maouhoub Ghazouani
- Hamid Hazzaz
- Mustapha Yaghcha

Des de 1980
- Azzedine Amanallah
- Abdelaziz Bouderbala
- Badou Ezzaki
- Mustapha El Biyaz
- Mustafa El Haddaoui
- Abdelkrim Merry
- Mohammed Timoumi

Des de 1990
- Ahmed Bahja
- Salaheddine Bassir
- Rachid Daoudi
- Tahar El Khalej
- Mustapha Hadji
- Noureddine Naybet
- Rachid Neqrouz

Des de 2000
- Marouane Chamakh
- Youssef Chippo

Des de 2010
- Mehdi Benatia
- Hakim Ziyech

## Principals estadis

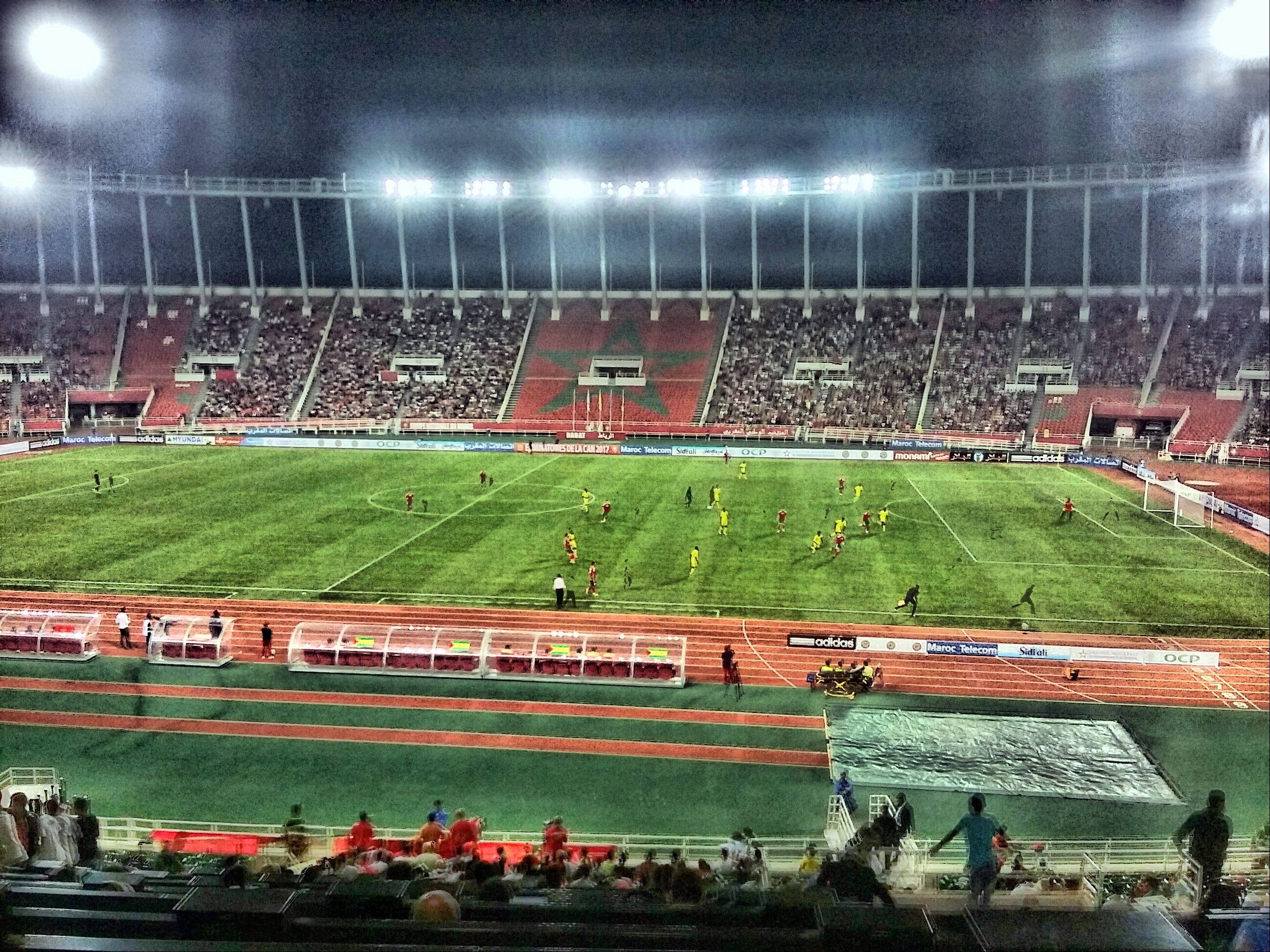
Estadi Moulay Abdellah.

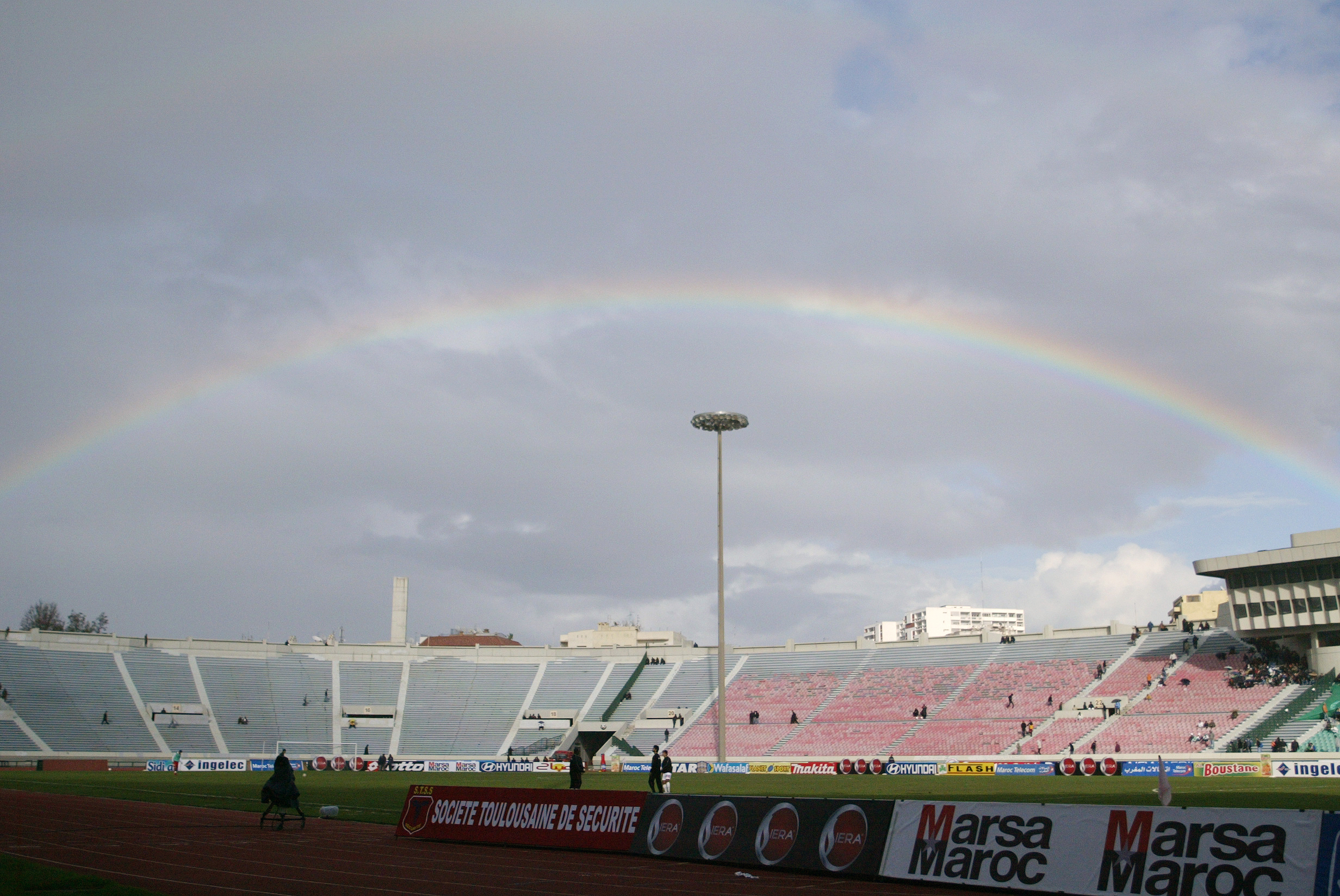
Estadi Mohamed V.

| # | Estadi                 | Capacitat | Inauguració | Ciutat     |
| - | ---------------------- | --------- | ----------- | ---------- |
| 1 | Estadi Moulay Abdellah | 53.000    | 1983        | Rabat      |
| 2 | Estadi Mohamed V       | 53.000    | 1955        | Casablanca |
| 3 | Estadi Adrar           | 45.480    | 2013        | Agadir     |
| 4 | Estadi de Marrakech    | 45.240    | 2011        | Marrakech  |
| 5 | Estadi de Fes          | 45.000    | 2007        | Fes        |
| 6 | Estadi de Tànger       | 45.000    | 2011        | Tànger     |
| 7 | Estadi d'Honneur       | 35.000    | 1977        | Oujda      |
| 8 | Estadi Larbi Zaouli    | 30.000    | 1990        | Casablanca |